# 2e armée (Royaume-Uni)
Pour les articles homonymes, voir 2e armée.
La 2e armée britannique (Second Army) est une formation militaire du Royaume-Uni formée lors de la Première et à nouveau lors de la Seconde Guerre mondiale.

## Première Guerre mondiale
La 2e armée est formée le 26 décembre 1914 quand le Corps expéditionnaire britannique, devenu trop important est divisé en deux. Elle est composée des 3e corps et 4e corps d'armée. Elle combat principalement sur le saillant d'Ypres, elle est déployée en Italie entre novembre 1917 et mars 1918.
Elle est reconstituée en 1919 sous le nom d'armée britannique du Rhin.

### Commandants
- 26 décembre 1914 - mai 1915 : Général Sir Horace Smith-Dorrien.
- mai 1915 - 1918 : Général Sir Herbert Plumer.

## Seconde Guerre mondiale

### France, 1944
Pendant la Seconde Guerre mondiale, la Seconde armée britannique est commandée par le lieutenant général Sir Miles Dempsey et sert au sein du 21e Groupe d'armées britannique. Deux de ses formations, les 1er et 30e Corps britanniques prennent part au débarquement de Normandie le 6 juin 1944. Mais la pénétration initiale n'est pas aussi bonne que prévu et les deux corps d'armée progressent difficilement en Normandie jusqu'à la percée américaine sur Avranches. Un troisième corps britannique, le VIIIe Corps, arrive en Normandie durant le mois de juin pour renforcer le front britannique. Cependant le principal objectif des Anglais durant cette bataille, la prise de Caen, n'est toujours pas atteint. La Seconde armée tente plusieurs offensives pour capturer la ville normande qui n'est libérée, en ruines, qu'à la fin du mois de juin.
À la fin du mois de juillet, les troupes américaines percent le front allemand à l'ouest dans le Cotentin et réussissent une percée vers la Bretagne et la Loire, commençant à prendre à revers les troupes allemandes. La Seconde armée britannique fixe le gros des forces allemandes pendant l'attaque américaine et tente de bloquer la Septième armée allemande qui se replie vers l'est en refermant au nord la poche de Falaise, une partie de l'armée allemande est capturée avant d'avoir pu se replier sur la Seine (même si la question reste en débat chez les historiens du fait qu'une part significative ait pu s'échapper à cause d'une fermeture qui a pu paraitre tardive par les Britanniques de cette poche). La Seconde armée va alors entamer une rapide traversée de la France avec les Américains sur sa droite (au sud) et les Canadiens sur sa gauche (au nord). Durant cette période le 1er Corps est affecté à la Première armée canadienne et le 12e Corps britannique le remplace sur la ligne de front au sein de la Seconde armée britannique.

### Belgique et Hollande
La Seconde armée entre rapidement en Belgique et libère une grande partie du pays dont Bruxelles et le grand port d'Anvers.
La Seconde armée est ensuite engagée dans l'opération Market Garden, sa plus grosse opération depuis les combats de Normandie. Des troupes britanniques, polonaises et américaines aéroportées sont parachutées derrière les lignes allemandes pour prendre plusieurs ponts stratégiques afin de permettre aux Alliés de franchir le Rhin et de pénétrer au cœur de l'Allemagne. Le rôle du 30e corps de la Seconde armée est alors d'avancer rapidement sur une simple route pour relever les troupes parachutistes alliées tenant ces ponts. Cependant cette simple route pose d'énormes problèmes logistiques. Les Britanniques sont opposés à des troupes allemandes non signalés par les services de renseignement alliés. Les troupes américaines sont relevées mais la 1re division aéroportée britannique, après avoir tenu les ponts d'Arnhem bien plus longtemps qu'initialement prévu est en grande partie détruite avant de pouvoir être relevée.
Après l'échec de l'opération, la Seconde armée passe le reste de l'année à exploiter le saillant créé pour verrouiller le Rhin et la Meuse hollandaises. Les combats finaux de cette phase se déroulent mi-janvier 1945 avec la réduction du triangle Roermond (opération Blackcock) par les 12e et 8e Corps. Cela permet de refermer la poche jusqu'à la rivière Roer.
Durant le mois de février 1945, tandis que la Seconde armée fixe les forces allemandes lui faisant face, la Première armée canadienne et la 9e armée américaine opèrent un mouvement en tenaille depuis le nord et le sud (opération Veritable et opération Grenade) qui perce la ligne Siegfried dans cette zone et neutralisent les forces allemandes restantes à l'ouest du Rhin avec la conjonction des offensives américaines dans le sud de la Rhénanie.

### Allemagne, 1945
La Seconde armée britannique traverse le Rhin le 23 mars (opération Plunder). Elle mène alors une traversée de la grande plaine d'Allemagne du nord, avec la 1re armée canadienne sur sa gauche, chargée de nettoyer le nord de la Hollande et la 9e armée américaine sur sa droite pour aider à piéger le Groupe d'armée B allemand du général Model dans l'énorme poche de la Ruhr. Avec ce groupe d'armée B piégé, la dernière formation allemande d'importance sur le front de l'ouest est hors de combat, le Troisième Reich commence alors sa désintégration finale.
La Seconde armée atteint la Weser le 4 avril, l'Elbe le 19 avril, la côte de la Baltique à Lübeck le 4 mai. Le 3 mai Hambourg capitule. Le 7 mai l'armée soviétique fait sa jonction avec les forces britanniques. Le lendemain, la guerre en Europe prend fin avec la capitulation du gouvernement allemand de Karl Dönitz.

## Source
- (en) Cet article est partiellement ou en totalité issu de l’article de Wikipédia en anglais intitulé « Second Army (United Kingdom) » (voir la liste des auteurs).